# Trichosanthes montana
Trichosanthes montana är en gurkväxtart. Trichosanthes montana ingår i släktet Trichosanthes och familjen gurkväxter.

## Underarter
Arten delas in i följande underarter:
- T. m. crassipes
- T. m. montana